# Маттео Джованнетті

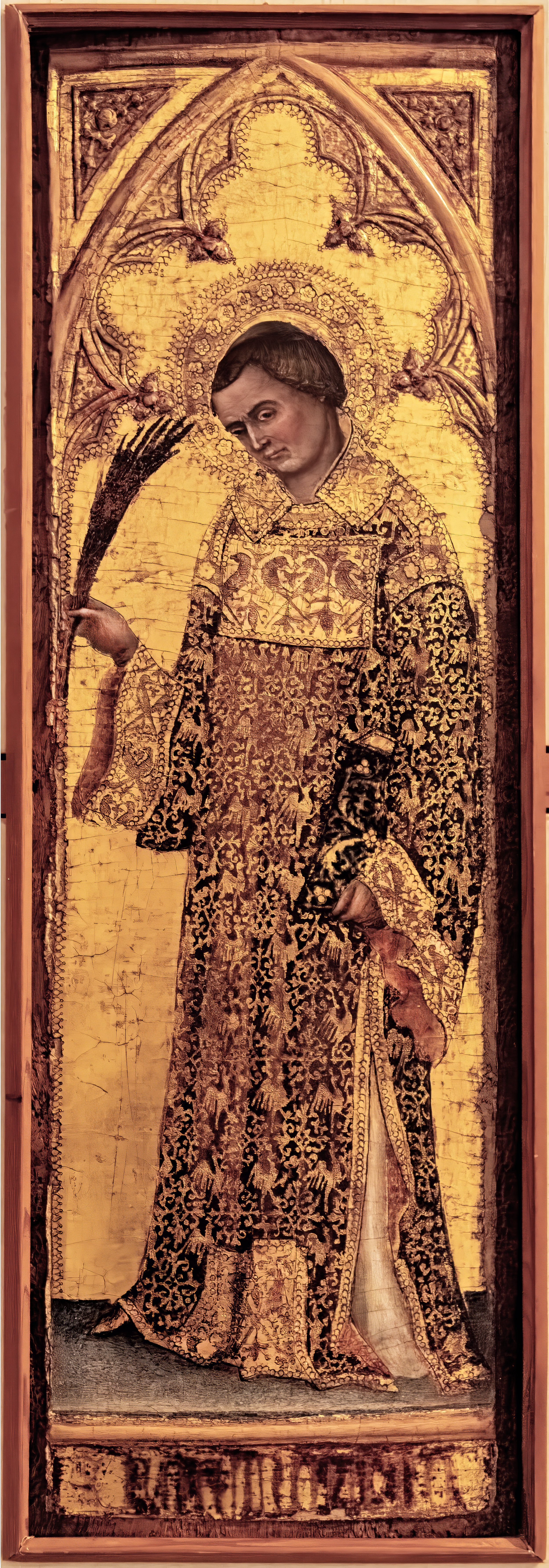
San Fortunato - Музей бігу Венеція

Маттео Джованнетті (*Matteo Giovannetti, д/н —†1370) — італійський художник, один із значних представників «авіньйонської школи».

## Життя та творчість
Народився в Вітербо, звідки походила його родина. Ім'я Джованетті вперше згадується в папському листі від 1322 року. В іншому листі від 1328 року повідомляється про призначення Маттео священиком до церкви святого Луки у Вітербо. Документ підписаний папою Бенедиктом XII (1334–1342) у 1336 році, де повідомлялося про призначення Джованетті настоятелем у церкві Сан Мартіно, а документ від 1348 року свідчить, що Маттео був призначений головним настоятелем Верселя у Провансі. Відомо, що до того Джованнетті навчався у Сімоне Мартіні.
В Авіньйоні він вперше згадується в 1343 році, коли разом з італійськими і французькими майстрами розписував фрески вежу Гард-Роб в папським палаці.
Фрески у вежі Гард-Роб із зображеннями полювання та рибної ловлі написані в натуралістичній манері, характерній для французької готики. Проте трактування простору апелює до італійської культури, відомої в Провансі завдяки таким тосканським і сієнським художникам. У фресках вежі Гард-Роб досить важко визначити руку Маттео, тому більшість фахівців називає ці фрески «твором невідомого майстра». Набагато яскравіше художня натура Маттео Джованнетти проявилася у фресках капели Сен Мартіаль в папському палаці (1344–1345 роки), які він виконав самостійно або з помічниками. В них є і послідовність розповіді, і яскраві портрети. Ці фрески добре збереглися на відміну від інших стінних розписів, створених в цей період — у капели Сен Мішель в папському палаці, і в Вільньов-лез-Авіньйоні, які написані на замовлення Климента VI і Наполеоне Орсіні.
Крім того, Джованнетті на замовлення папи Климента VI розписав зал консисторії в папському палаці, який був незабаром зруйнований пожежею, а також виконав фрески в капелі Іоанна Хрестителя, що збереглися до тепер. У цьому ж стилі Джованнетти розписав стіни залу Гранд Од'єнс (зал прийомів), в якому панувала велика фреска «Страшний суд», проте від цього ансамблю зберігся лише фрагмент розписів на склепіннях із зображенням «Дванадцяти пророків і Сивіли Еритрейської» (1352–1353 роки). Це твір, в якому сузір'я пророків сусідить із зірками неба і веде суперечки щодо священних текстів. Його витримано в дусі французької готики.
Після довгої перерви художник в 1365 році знову на папській службі — в Урбана V. Його роботи цього періоду виповнені для папського палацу (сцени з життя св. Бенедикта, написані в 1367 році на лляному полотні з 50 частин) не збереглися. Тоді ж художник супроводжує Урбана V і його двір до Риму. У січні 1368 році він отримує платню за роботу у Ватикані. Це останній відомий документ, в якому згадується його ім'я.